# 能登川昭和映画劇場
能登川昭和映画劇場（のとがわしょうわえいがげきじょう）は、かつて存在した日本の映画館である。
正確な時期は不明であるが、昭和初年の1930年代には滋賀県神崎郡八幡村（現在の同県東近江市能登川地区）の能登川駅前に多目的娯楽施設湖東館（ことうかん）として開館した。第二次世界大戦が本格的になると建物は工場化されたが、戦後、1947年（昭和22年）には有志の手により映画館として復興、能登川劇場（のとがわげきじょう）と改称する。1953年（昭和28年）9月、八日市市の協楽興業に経営権が移り、能登川昭和映画劇場と改称する。1968年（昭和43年）前後には映画の常設上映は終了しているが、閉館したのは1991年（平成3年）である。能登川の歴史上、最初で最後の映画館であった。略称は能登川昭映（のとがわしょうえい）、通称昭映（しょうえい）。イラストレーター・グラフィックデザイナーの黒田征太郎の回想に登場する映画館としても知られる。

## 沿革
- 1930年代 - 多目的娯楽施設湖東館として開館[9]
- 1947年 - 映画館として復興[9]、能登川劇場と改称[1][2]
- 1953年9月 - 能登川昭和映画劇場と改称[4][5][9]
- 1968年前後 - 映画の常設上映終了（休館）[8][10]
- 1991年 - 閉館[9][11]

## データ
- 所在地 : 滋賀県神崎郡能登川町大字垣見26番地[1][2][3][4][5][7][8]
  - 現在の同県東近江市垣見町26番地[9]、現況は駐車場[13]
  - 開館時の同県神崎郡八幡村大字垣見（能登川駅前[1][2]）

北緯35度10分46秒 東経136度10分11秒 / 北緯35.17944度 東経136.16972度
- 経営 : 
  1. 能登川興業 （1947年 - 1953年[1][2]）
  2. 協楽興業 （1953年 - 1968年前後）
- 支配人 : 
  1. 寺井一雄 （1947年 - 1953年[1][2]）
  2. 堀井昭秀 （1953年[4] - 1958年前後[3][4][5]）
  3. 堀井寅蔵 （1958年前後 - 1960年）
  4. 辻寅蔵 （1961年[7] - 1962年）
  5. 堀井寅蔵 （1964年 - 1968年前後[8]）
- 構造 : 木造二階建 [1][2][3][4][5][7][8]
- 観客定員数 : 400名（1955年[4] - 1961年[5][7]） ⇒ 300名（1967年[8]）

## 歴史
正確な時期は不明であるが、昭和初年の1930年代には滋賀県神崎郡八幡村大字垣見（現在の同県東近江市垣見町26番地）の能登川駅前に、映画を含めた多目的の娯楽施設湖東館として開館している。能登川駅は、1889年（明治22年）7月1日、能登川村ではなく八幡村大字垣見と五峰村大字林（現在の東近江市林町）の境に開業しており、同館は同駅の東側、駅前といえる場所に位置した。東近江市能登川博物館によれば、1934年（昭和9年）に同館で行われた映画興行の際のチラシが現存しているという。常設館ではなかったため、同時代の映画年鑑等には同館についての記載はない。
同館が位置した八幡村は、1942年（昭和17年）2月11日、近隣の能登川村等と合併して能登川町になる。同年5月3日には、同館で能登川町誕生を祝う祝賀上映会が開催された。第二次世界大戦が本格的になると、同館の客席等は撤去され、建物は栄養食株式会社の工場に転用された。

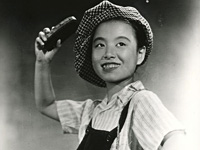
戦後、同館でも上映された『東京キッド』（1950年）、主演の美空ひばり。

戦後、1947年（昭和22年）には地元の有志により、映画館として復興した。能登川育ちの黒田征太郎（1939年 - ）の回想によれば、この時期、松竹大船撮影所が製作し松竹が配給した、美空ひばり主演の映画『東京キッド』（監督斎藤寅次郎、1950年9月9日公開）が同館で公開されている。少年時代の黒田にとっては、同館での映画上映と駅前の加藤書店（垣見町781番地に現存）の少年雑誌が支えであったという。1951年（昭和26年）に発行された『映画年鑑 1951』には同館についての記載はなく、翌1951年（昭和26年）に発行された『映画年鑑 1952』以降には、能登川劇場として同館の情報が掲載されている。当時の同館の経営は能登川興業、支配人は寺井一雄であり、興行系統は日本映画各社の混映館であった。
1953年（昭和28年）9月、八日市市（現在の東近江市八日市本町）で協楽興業に経営権が移り、能登川昭和映画劇場と改称している。協楽興業（代表・堀井昭典）は、1940年（昭和15年）に火災で焼失した八日市延命新地のバンザイ館を復興し、昭和映画劇場（八日市昭映）として設立した会社であり、翌1955年（昭和30年）には協楽映画劇場（八日市協映）を新設し、能登川昭映を含めて3館を経営した。当時の同館の支配人は堀井昭秀、観客定員数は400名、興行系統は日本映画・外国映画のいずれも上映する邦洋混映館であった。
1968年（昭和43年）前後には、映画の常設上映の事業を終了し、事実上の休館に入る。同館の建物自体は1991年（平成3年）まで存続したあと、公式に閉館した。1996年（平成8年）には、協楽興業が経営した八日市の協映・昭映も閉館した。同館が名を冠した能登川町は2006年（平成18年）1月1日、東近江市に編入されている。同館の跡地の現況は、2013年（平成25年）1月現在は駐車場である。